# Terris Moore
Terris Moore (né le 11 avril 1908 à Haddonfield, New Jersey, mort le 7 novembre 1993 à Cambridge, Massachusetts) était un explorateur, alpiniste, pilote d'avions légers, et le deuxième président de l'Université d'Alaska. Moore suivi ses études dans des écoles de Haddonfield, Philadelphie et New York, et a été diplômé du Williams College dans le Massachusetts.
Il a ensuite reçu un MBA et le grade de docteur en sciences commerciales de la Harvard School of Business Administration.
Il a enseigné à UCLA durant deux ans, puis est retourné à Boston pour écrire des manuels sur les impôts et le travail en tant que conseiller financier. La carrière d'alpiniste de Moore a débuté, avec une montée de la Chimborazo et la première ascension du Sangay, tous deux dans les Andes équatoriennes, en 1927.
Au début des années 1930, il a fait la première ascension du mont Bona et mont Fairweather, les deux principaux sommets d'Alaska, avec Allen Carpé, et il a également guidé la première ascension du mont Robson dans les Rocheuses canadiennes. Ces ascensions ont conduit à sa plus célèbre montée, la première ascension (avec Richard Burdsall) du Minya Konka, un pic de 7 556 mètres dans le Sichuan, Chine. Leur petite équipée (qui comprenait Arthur Emmons et Jack Young) a aussi soigneusement étudié le sommet et initié une controverse à propos de sa hauteur. Au cours de la Seconde Guerre mondiale Moore a été consultant auprès de l'armée américaine sur les conditions arctiques et de montagne, et en tant que membre de l'Alaska Test Expédition en 1942.
À ce titre, il a fait la troisième ascension du mont McKinley. Après la guerre, il a été président de la New England Society of Natural History, qui est profondément liée avec le Boston Museum of Science, dirigé par Bradford Washburn, un autre grimpeur renommé des pics l'Alaska. Moore a été trois ans, président de l'Université d'Alaska, à partir de 1949. Durant cette période, il a également battu des records d'atterrissage en haute altitude en avion.